# Rio Caçador Grande
Le rio Caçador Grande est une rivière brésilienne du nord de l'État de Santa Catarina.
Il naît dans la serra do Espigão (partie de la serra Geral) sur le territoire de la municipalité de Santa Cecília. Il s'écoule vers le nord-ouest et se jette dans le rio Timbó, peu après le centre de la municipalité de Timbó Grande.